# Hachikō Monogatari
Hachikō Monogatari (ハチ公 物語  Hachikō monogatari, lit. La Historia de Hachiko?) es una película japonesa protagonizada por Tatsuya Nakadai, Kaoru Yachigusa, Mako Ishino y Masumi Harukawa. La película es dirigida por Seijiro Koyama y escrita por Kaneto Shindō. Es una trágica historia acerca de Hachikō, un perro de raza Akita que fue por siempre leal a su amo, el profesor Ueno, quien lo esperaba todos los días en una estación del tren e incluso lo hizo después de que aconteciera la muerte de su amo. La película se lanzó en el año 1987, siendo la película más vista en los cines japoneses en dicho año.
"Hachiko Monogatari" está inspirado en el caso real  del célebre perro Hachiko. En su memoria, fue hecha una estatua de bronce que se encuentra en el reloj de la estación Shibuya de Tokio.

## Reparto
| Actor            | Rol                       |
| ---------------- | ------------------------- |
| Tatsuya Nakadai  | Shujiro Ueno              |
| Kaoru Yachigusa  | Shizuko Ueno              |
| Mako Ishino      | Chizuko Ueno              |
| Toshiro Yanagiba | Tsumoru Moriyama          |
| Masumi Harukawa  | Okichi                    |
| Taiji Tonoyama   | Hashimoto                 |
| Yoshi Kato       | Kondo                     |
| Hisashi Igawa    | Maekawa                   |
| Shigeru Izumiya  | Yasui                     |
| Kei Yamamoto     | Serizawa                  |
| Kumeko Urabe     | dueño de tienda de tabaco |
| Chōei Takahashi  | Mase                      |
| Saburō Ishikura  | Machida                   |
| Shirō Kishibe    | cliente                   |
| Hairi Katagiri   | Oyoshi, criada            |
| Takuji Aoki      | Taku Aoki                 |

## Historia
La película muestra una serie de acontecimientos reales de la vida de Hachikō desde su nacimiento, el 10 de noviembre de 1923, hasta su muerte, el 8 de marzo de 1935.
El profesor Shujiro Ueno (Tatsuya Nakadai) es un distinguido catedrático que un día recibe como regalo un cachorro Akita. Reacio en un inicio tras la pérdida de su perro anterior pero tras la insistencia de su hija acepta el regalo. "Hachi" llamado así por el profesor Ueno, logra ganarse el cariño de la familia y crece hasta volverse un fiel compañero. A medida que su vínculo se hace más profundo, una hermosa relación se comienza a desarrollar, convirtiéndose en una muestra del significado de la amistad y la lealtad, inspirando incluso a todos los habitantes del pueblo después de que un día no llegase nunca más el dueño, debido a su muerte, y Hachi se quedase esperando el regreso de éste el resto de toda su vida.

## Recepción

### Taquilla
Hachikō Monogatari fue el número uno del cine japonés y su mercado en los años 1987, logrando ganar hasta 2000 millones de yenes en ingresos.

### Crítica
La película recibió reseñas positivas por parte de la audiencia. En el portal de internet Rotten Tomatoes, la película posee una aprobación de 95% de parte de la audiencia, basada en 235 votos y con una calificación de 4.3/5.
En el sitio web IMDb los usuarios le han dado una puntuación de 8.1/10, con base en más de 3000 votos.

## Versiones
- Siempre a tu lado, Hachiko: Una versión estadounidense protagonizada por Richard Gere y Joan Allen se estrenó en 2009.